# Trimeresurus brongersmai
Trimeresurus brongersmai este o specie de șerpi din genul Trimeresurus, familia Viperidae, descrisă de Hoge 1969. A fost clasificată de IUCN ca specie cu risc scăzut. Conform Catalogue of Life specia Trimeresurus brongersmai nu are subspecii cunoscute.